# Hồi quy phi tuyến tính

Xem chi tiết ở bài động học Michaelis–Menten

Trong thống kê, hồi quy phi tuyến tính là một dạng phân tích hồi quy trong đó dữ liệu quan sát được mô hình hóa bằng một hàm là một sự kết hợp phi tuyến tính của các tham số mô hình và phụ thuộc vào một hay nhiều biến độc lập. Dữ liệu được khớp bởi một phương pháp xấp xỉ liên tiếp (xấp xỉ nối tiếp).

## Tổng quát
Trong hồi quy phi tuyến tính, một mô hình thống kê ở dạng:
{\displaystyle \mathbf {y} \sim f(\mathbf {x} ,{\boldsymbol {\beta }})}
liên quan đến mộc véctơ các biến độc lập, x, và các biến phụ thuộc liên quan được quan sát của nó, y. Hàm f là phi tuyến tính ở các thành phần của các tham số của véctơ β, nhưng không phải là hàm tùy ý. Ví dụ, mô hình động học Michaelis–Menten cho sự chuyển động enzyme chứa hai tham số và một biến độc lập, liên quan bởi f by:
{\displaystyle f(x,{\boldsymbol {\beta }})={\frac {\beta _{1}x}{\beta _{2}+x}}}
Hàm này là phi tuyến tính vì nó không thể thể hiện một tổ hợp tuyến tính của hai giá trị {\displaystyle \beta }.
Lỗi hệ thống có thể xuất hiện ở các biến độc lập nhưng cách đối xử của nó nằm ngoài phạm vi phân tích hồi quy. Nếu các biến độc lập chứa lỗi, đây là một mô hình lỗi trong biến, nhưng cũng nằm ngoài phạm vi bài này.
Các hàm hồi quy phi tuyến tính gồm hàm mũ, hàm tăng trưởng logarit, hàm lượng giác, hàm lũy thừa, gàm Gauss, và đường cong Lorenz. Một vài hàm, chẳng hạn như các hàm lũy thừa và logarit, có thể chuyển đổi thành dạng tuyến tính. Khi chuyển đổi, hồi quy tuyến tính tiêu chuẩn có thể được thực hiện nhưng phải thận trọng khi áp dụng.